# Buchlyvie
Buchlyvie est un village situé dans le Stirling, en Écosse.

## Source
- (en) Cet article est partiellement ou en totalité issu de l’article de Wikipédia en anglais intitulé « Buchlyvie » (voir la liste des auteurs).